# 埼玉県立所沢東高等学校
埼玉県立所沢東高等学校（さいたまけんりつところざわひがしこうとうがっこう）は、埼玉県所沢市南永井に所在した公立の高等学校。
2008年に埼玉県立新座北高等学校との統合により、埼玉県立新座柳瀬高等学校となった。それに先立ち平成17年度の募集をもって募集が停止され、平成20年3月に閉校となった。卒業証明書などの書類は埼玉県立新座柳瀬高等学校で発行される。

## 設置学科
- 普通科

## 沿革
- 1977年（昭和52年） - 1964年東京オリンピックにおけるクレー射撃の競技場であった所沢クレー射撃場の跡地に開設された。
- 2006年（平成18年） - 埼玉県立新座北高等学校との統合に伴い募集停止。
- 2008年（平成20年） - 埼玉県立新座北高等学校と統合され、埼玉県立新座柳瀬高等学校となる。（設置場所は旧新座北高校の校地）
- 2010年（平成22年）4月- 当地に旧校舎を利用し、小・中・高等部併設型の特別支援学校（知的障害）、「埼玉県立所沢おおぞら特別支援学校」が開校。

## クラブ
- 運動部

野球部、サッカー部、バドミントン部、テニス部、バスケ部、バレー部、剣道部、弓道部、ダンス部、空手部
- 文化部

コンピュータ部、写真部、美術部、吹奏楽部、マンガアニメ部、茶道部、書道部

## 交通
- 所沢駅東口または東所沢駅より西武バス所53-1系統エステシティ所沢行、東所沢駅よりところバス東路線東所沢駅循環に乗車、「所沢東高校入口」にて降りる。バス停から徒歩5分。
  - ただし、バスの本数が僅少であるため、東所沢駅からタクシーを利用する方が実用的である。駅から徒歩で行く場合は東所沢駅より約40分ほどかかる。
  - 「所沢東高校入口」バス停は、2008年4月1日に「やなせ荘入口」に改称。